# Ciclismo nos Jogos Olímpicos de Verão de 1896 - Corrida de 12 horas masculino
A prova de 12 horas do ciclismo nos Jogos Olímpicos de Verão de 1896 ocorreu no dia 12 de abril. Sete ciclistas disputaram a prova, que começou às 5 horas da manhã. Apenas dois completaram.

## Medalhistas
| Ouro   | AUT Adolf Schmal      |
| Prata  | GBR Frederick Keeping |
| Bronze | Nenhuma               |

## Resultados
| Pos. | Atleta                        | Tempo      |
| ---- | ----------------------------- | ---------- |
|      | AUT Adolf Schmal              | 314.997 km |
|      | GBR Frederick Keeping         | 314.664 km |
| –    | GRE Georgios Paraskevopoulos  | DNF        |
| –    | GRE Loverdos                  | RET3       |
| –    | GRE A. Tryfiatis-Tripiaris    | RET3       |
| –    | GER Joseph Welzenbacher       | RET3       |
| –    | GRE Konstantinos Konstantinou | RET3       |

- DNF: Não completou
- RETn: Se retirou após n horas